# In Your Eyes (Kylie Minogue)
"In Your Eyes" dance-pop je pjesma australske pjevačice Kylie Minogue. Objavljena kao singl s njenog osmog studijskog albuma Fever u prvoj polovici 2002. godine, u izdanju diskografske kuće Parlophone.

## O pjesmi
Pjemsu "In Your Eyes" napisali su Minogue, Richard Stannard, Julian Gallagher i Ash Howes. Producenti pjesme su Stannard i Gallagher. Pjesma je primila vrlo dobre kritike kad je objavljena kao drugi singl s Minogueinog osmog albuma, Fever.
"In Your Eyes" je dobila nagradu za najbolju dance pjesmu na dodjeli MTV europskih glazbenih nagrada 2002. godine.
Minogue je izvela pjesmu na sljedećim koncertnim turnejama:
- KylieFever2002 (kao dio medleya s "Please Stay" i "Rhythm of the Night")
- Showgirl: The Greatest Hits Tour
- Showgirl: The Homecoming Tour
- KylieX2008
- For You, For Me Tour

Pjesma je također izvedena na:
- An Audience with Kylie televizijskom specijalu iz 2001. godine
- Money Can't Buy televizijskom koncertu iz 2003. godine.

### Uspjeh na top ljestvicama
"In Your Eyes" objavljena je kao singl 18. veljače 2002. godine. Singl je trebao je biti izdan u siječnju, ali izdanje je odgođeno zbog velike popularnosti prethodnog singla "Can't Get You out of My Head". U Ujedinjenom Kraljevstvu, "In Your Eyes" završila je na trećem mjestu službene top ljestvice, s prodanih 164.808 primjeraka, te dobila srebrnu certifikaciju, te tako postala Minoguein 22. singl koji je završio između prvih 10 mjesta na toj ljestvici. Pjesma se zadržala na ljestvici 17 tjedana. Također je bila airplay hit u Ujedinjenom Kraljevstvu; na toj ljestvici je postigla prvo mjesto. Pjesma je također dospjela na sedmo mjesto klupske ljestvice.
Pjesma je postala hit u cijeloj Europi, te Kanadi i Meksiku, ali nije objavljena u SADu, jer je tamo "Can't Get You out of My Head" bila tek objavljena.
U Australiji, "In Your Eyes" objavljena je kao što je bilo planirano 21. siječnja 2002. godine. Dobila je zlatnu certifikaciju. Dospjela je na prvo mjesto australske službene top ljestvice i postala 4. Minoguein singl koji je dospio na to mjesto od 2000. godine.

## Formati i popis pjesama
Ovo su formati i popisi pjesama glavnih izdanja singla "In Your Eyes".
| Međunarodni CD singl #1 1. "In Your Eyes" – 3:28 2. "Tightrope" (Singl verzija) – 4:29 3. "Good Like That" – 3:35 Međunarodni CD singl #2 1. "In Your Eyes" – 3:28 2. "In Your Eyes" (Tha S Man's Release mix) – 7:34 3. "In Your Eyes" (Jean Jacques Smoothie mix) – 6:23 Australski CD singl #1 1. "In Your Eyes" – 3:28 2. "Never Spoken" – 3:18 3. "Harmony" – 4:15 4. "In Your Eyes" (Tha S Man's Release mix) – 7:34 Australski CD singl #2 1. "In Your Eyes" – 3:28 2. "In Your Eyes" (Mr Bishi mix) – 7:25 3. "In Your Eyes" (Jean Jacques Smoothie mix) – 6:23 4. "In Your Eyes" (Saeed & Palesh (Main) mix) – 8:40 Vinilni singl 1. "In Your Eyes" (Saeed & Palesh (Main) mix) – 8:40 2. "In Your Eyes" (Powder's Spaced dub) – 7:25 3. "In Your Eyes" (Roger Sanchez Release the Dub mix) – 7:18 | DVD singl 1. "In Your Eyes" glazbeni spot 2. "Can't Get You out of My Head" glazbeni spot 3. "In Your Eyes" (Roger Sanchez Release the Dub mix) – 7:18 4. "Can't Get You out of My Head" (Nick Faber remix) – 5:59 Službeni remiksevi 1. "In Your Eyes" (Duga verzija) – 5:55 2. "In Your Eyes" (Duga instrumentalna verzija) – 5:55 3. "In Your Eyes" (Knuckleheadz dub) – 6:47 4. "In Your Eyes" (Tha S Man's Release mix) – 7:34 5. "In Your Eyes" (Tha S Man's Release Radio edit) – 4:52 6. "In Your Eyes" (Jean Jacques Smoothie dub) – 6:23 7. "In Your Eyes" (Mr Bishi mix) 8. "In Your Eyes" (Saeed & Palesh Nightmare dub) – 8:33 9. "In Your Eyes" (Powders 12" dub) – 7:05 10. "In Your Eyes" (Powders Spaced dub) – 7:25 11. "In Your Eyes" (RLS Re-Edit mix/Special French remix) – 6:03 12. "In Your Eyes" (Roger Sanchez Release the Dub mix) 13. "In Your Eyes" (Saeed & Palesh (Main) mix) 14. "In Your Eyes" (X2008 Studijska verzija na turneji) – 3:36 |

## Videospot
Spot pjesme "In Your Eyes" režirao je Dawn Shadforth. Spot prikazuje Minogue u studiju obasjanu šarenim neonskim svjetlima. Dva su dijela spota: prvi prikazuje Minogue i skupinu plesača kako plešu futuristički ples uz šarenu pozadinu, drugi prikazuje samo Minogue uz pozadinu sa svjetlima reflektora. Kroz spot, te dvije scene se ponavljaju; u određeno vrijeme jedna scena izblijedi, pa se pojavi druga. Na prijelazu pjesme pojavljuje se scena Minogue odjevene drugačije, kako podignutih ruku pjeva. Također, kad govori Is the world still spinning around? (Da li se svijet još uvijek okreće?), ona stoji i oko nje se sve vrti, što prati pjesmu.
Spot sadrži malo futurističke teme koja je prvo predstavljena u glazbenom spotu za prethodni singl, "Can't Get You out of My Head". Minogue i njen umjetnički direktor William Baker bili su zainteresirani za uličnu interpretaciju robotskih, nemirnih pokreta i stavili ih u spot. Kostimi su također prilagođeni ovoj ideji, a Baker ih je opisao kao mješavinu "hip-hop chica sa sci-fi ludilom".
Spot je prije nego što je bio pušten u prodaju objavljen na glazbenim programima. Bio je hit, završio je na prvom mjestu MTV hit ljestvice u Ujedinjenom Kraljevstvu i na četvrtom na top ljestvici europskog MTV-a. Spot je na tržište izdan kao DVD singl u Australiji 2002. godine, a kasnije na DVD-u, objavljenom u prosincu 2004. godine.

## Top ljestvice
| Top ljestvica (2002.)  | Najviša pozicija |
| ---------------------- | ---------------- |
| Australija             | 1                |
| Austrija               | 22               |
| Belgija (Flandrija)    | 18               |
| Belgija (Valonija)     | 11               |
| Danska                 | 10               |
| Finska                 | 7                |
| Francuska              | 24               |
| Irska                  | 8                |
| Italija                | 7                |
| Nizozemska (top 40)    | 10               |
| Nizozemska (top 100)   | 10               |
| Novi Zeland            | 18               |
| Švedska                | 20               |
| Švicarska              | 20               |
| Ujedinjeno Kraljevstvo | 3                |

| Država     | Pozicija |
| ---------- | -------- |
| Australija | 70       |

| Država                 | Certifikacija |
| ---------------------- | ------------- |
| Australija             | zlatna        |
| Ujedinjeno Kraljevstvo | srebrna       |

## Impresum
- Glavni vokali: Kylie Minogue
- Prateći vokali: Richard Stannard
- Mikseta: Ash Howes at Biffco Studios
- Klavijatura: Julian Gallagher
- Gitara: Martin Harrington
- Bubnjevi: Mimi Tachikawa
- Bas gitara: Steve Lewinson

## Ostale izvedbe
Talijanska grupa Nossa Alma Canta obradila je pjesmu u bossa nova stilu na svom albumu I Was Made For Bossa iz 2008. godine.